# Baggeby station
Baggeby (stationssignatur Bag) är en av Lidingöbanans stationer belägen i kommundelen Baggeby i Lidingö kommun, Stockholms län. Mellan 5 juni 2023 och 25 maj var det Lidingöbanans temporära ändstation då Gamla Lidingöbron var under rivning och nya Lilla Lidingöbron inte var klar för tågtrafik på grund av byggfel.

## Beskrivning

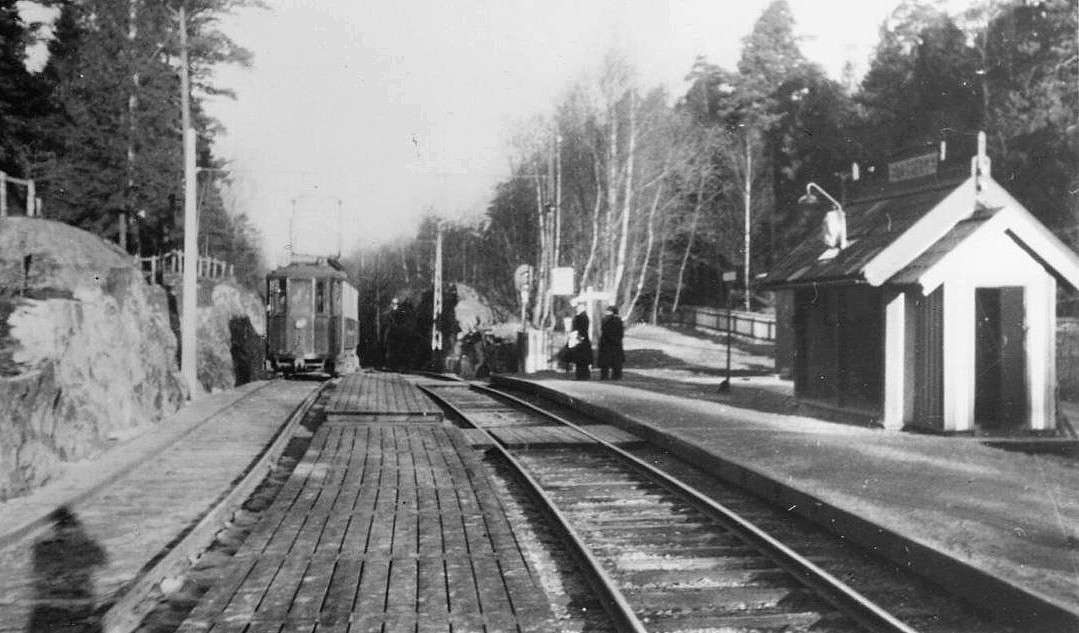
Baggeby den 1 april 1949.

Baggeby är en av Södra Lidingöbanans ursprungliga stationer som invigdes i januari 1914. Också det lilla stationshuset är från ursprungstiden och kompletterades fram till 1970-talets slut av en fristående Pressbyråkiosk. Från början fanns bara enkelspår med ett mötesspår vid station Bodal. 
I början av år 1949 lades dubbelspår mellan Baggeby och AGA. Från det tillfället existerar ett fotografi taget av trafikinspektör Einar Lundh den 1 april 1949 som visar hur det första tåget växlar in på det nybyggda dubbelspåret. Plattformen för österut gående trafik låg då mellan spåren. På fotot syns även stationskioskens ursprungliga arrangemang med stationsnamnet på taknocken och ett stationsur av märke Linderoths urfabrik på taket. Båda är numera borttagna och ersatta av en enkel skylt på takfallet.
Baggeby och Bodal var då inga hård frekventerade stationer, men fick allt större betydelse när stadsdelen Baggeby-Bodal bebyggdes med flerfamiljshus under 1950-talet. Efter banans upprustning 2013–2015 finns två plattformar, som ligger mittemot varann med en bomreglerad plattformsövergång mellan båda. Samtidigt förlängdes dubbelspåret ett hundratal meter åt väster. Enligt en kulturhistorisk byggnadsinventering klassas Baggebys väntkur som kategori 1 vilket innebär ”stort kulturhistoriskt värde”.

### Bilder

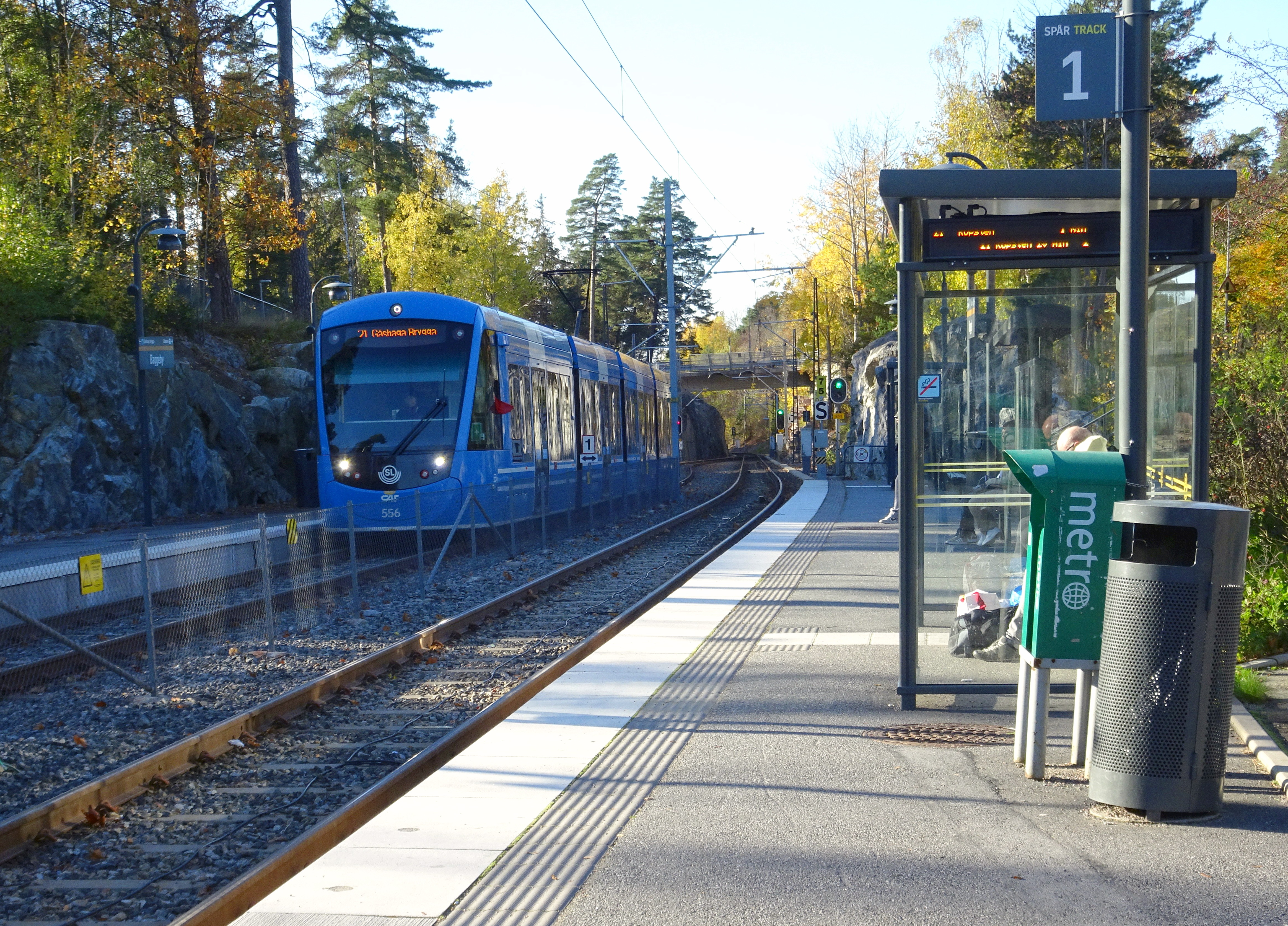
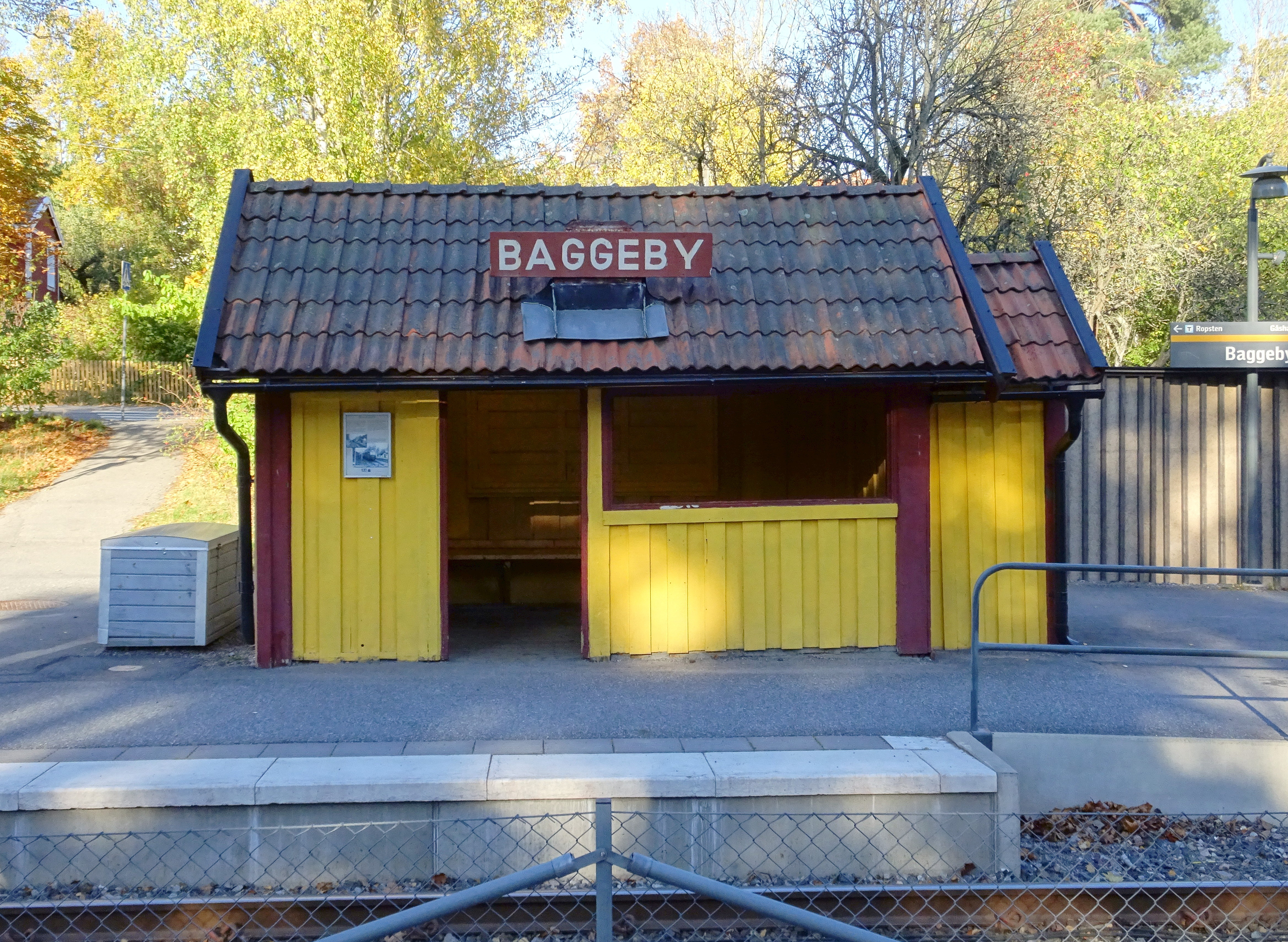
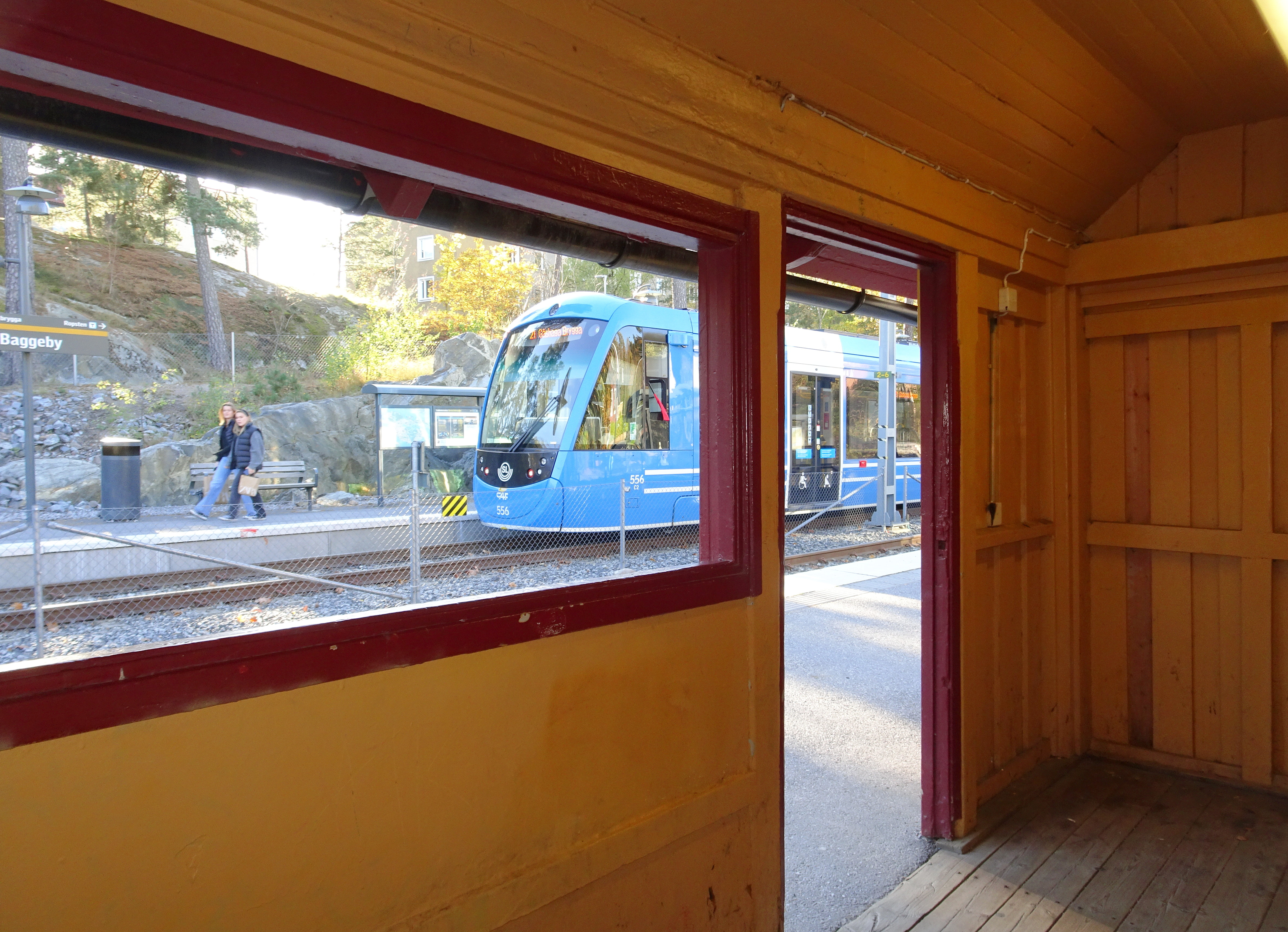
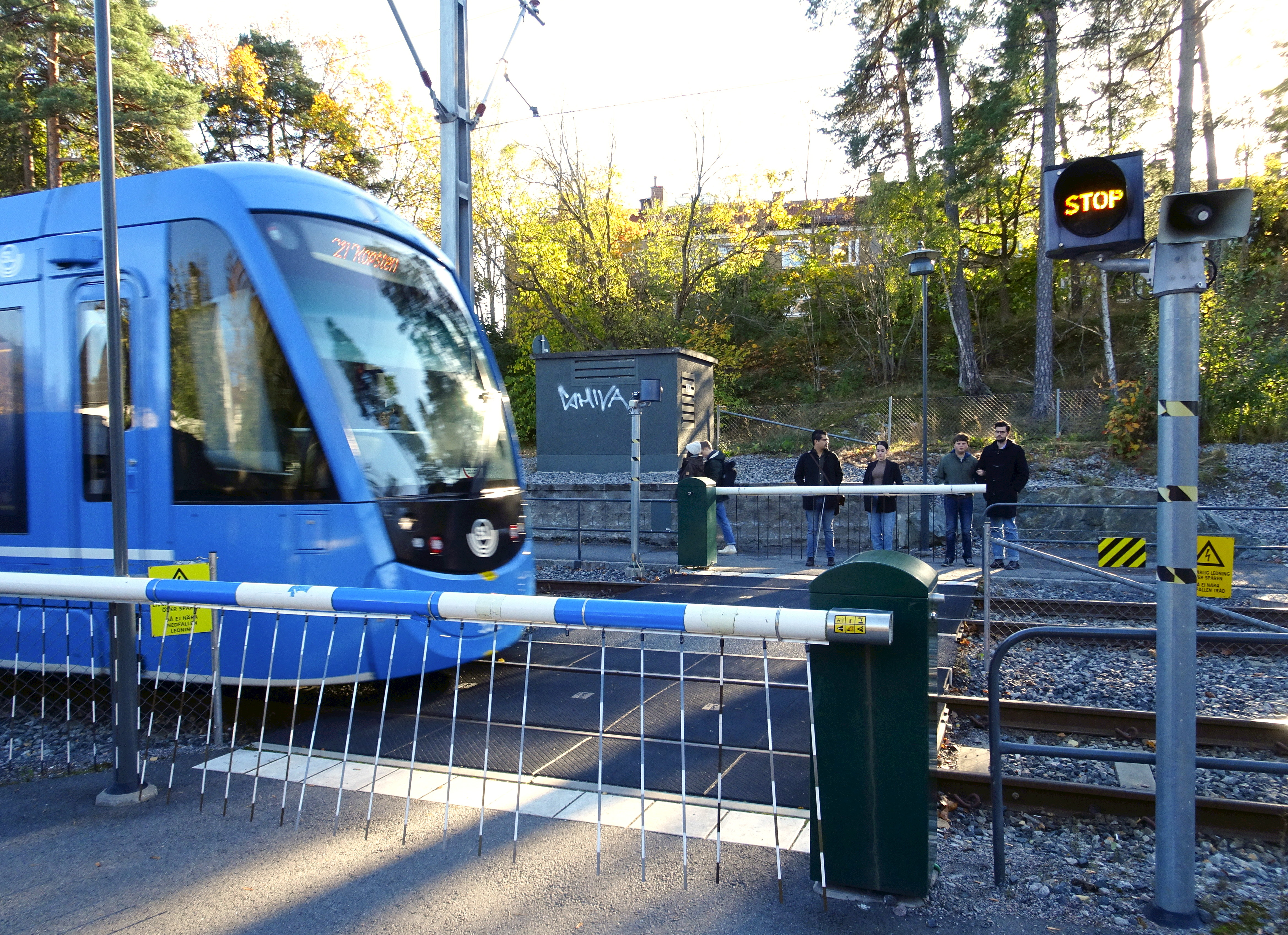